# Gudrun Burwitz

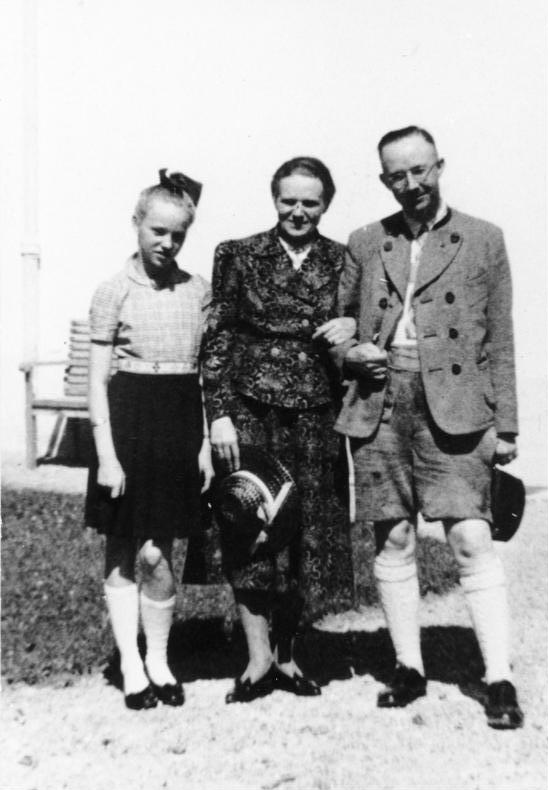
Från vänster: Gudrun, Margaret och Heinrich Himmler

Gudrun Burwitz, född Himmler, född 8 augusti 1929 i München, död där 24 maj 2018, var dotter till förre Reichsführer-SS Heinrich Himmler och dennes hustru Margarete Siegroth, född Boden. Heinrich Himmler inledde 1940 ett förhållande med sin privatsekreterare Hedwig Potthast (1912-1994) och separerade då från sin hustru. Gudrun bodde därefter i München med sin mor men Himmler älskade henne högt och lät henne regelbundet flygas till sitt kontor i Berlin samt tog med henne på olika officiella framträdanden såsom inspektioner av koncentrationsläger.
Himmler greps av brittisk militär den 21 maj 1945 och begick självmord genom att bita sönder en cyanidampull två dagar senare. Gudrun och hennes mor hölls därefter i fångenskap av den brittiska ockupationsmakten. Hon har senare beskrivit åren i fångenskap som de svåraste i hennes liv samt ifrågasatt att hennes far verkligen begick självmord och krävt att britterna skulle sona faderns död. De hade ett mycket innerligt och kärleksfullt förhållande och Gudrun tog aldrig avstånd från sin far.
Burwitz gifte sig senare med journalisten och författaren Wulf Dieter Burwitz, medlem i NPD; paret fick två barn. Efter andra världskriget har hon varit aktiv medlem i den nynazistiska rörelsen.
År 1951 blev hon medlem i organisationen Stille Hilfe, vars symbol och ansikte utåt hon sedan dess varit. Stille Hilfe tillhandahåller stöd och ekonomisk hjälp åt före detta SS-medlemmar som flytt, arresterats eller dömts för sina brott. År 1952 medverkade hon även i skapandet av organisationen Wiking-Jugend med Hitlerjugend som förebild. Under sitt engagemang i Stille Hilfe har hon bland annat uppmärksammats för sitt stöd åt Anton Malloth, som 1940–1945 var chef för Gestapo-fängelset "Lilla fästningen" i Theresienstadt. Han utlämnades till Västtyskland 1988 och dömdes till livstids fängelse 2001 efter en långvarig rättegång. Under åren 1988–2001 såg Gudrun Burwitz till att han kunde vistas på ett exklusivt vilohem i Pullach utanför München. Affären väckte stor uppståndelse i Tyskland, bland annat efter att det visat sig att vilohemmets lokaler tidigare hade varit Rudolf Hess egendom samt att vistelsen till stor del finansierats med offentliga medel.